# سیارک ۷۸۴۳۳
سیارک ۷۸۴۳۳ (به انگلیسی: 78433 Gertrudolf، نامگذاری:2002QF56) هفتاد و هشت هزار و چهارصد و سی و سومین سیارک کشف شده‌است که در ۲۹ اوت ۲۰۰۲ کشف شد.